# Appel du 6 novembre 2004
L'Appel du 6 novembre 2004 désigne un appel lancé par Charles Blé Goudé à la télévision ivoirienne durant la crise politico-militaire en Côte d'Ivoire, peu de temps après le Bombardement de Bouaké, l'attaque de deux Soukhoï Su-25 pilotés par des mercenaire biélorusses des Forces armées nationales de Côte d'Ivoire (FANCI), sur le lycée de Bouaké servant de base pour l'armée française de l'opération Licorne, pourtant alliée du pouvoir Ivoirien pour combattre les rebelles (bilan de 38 blessés et 10 morts, dont 9 soldats et un civil américain) et la riposte française en résultant, ayant fait 1 mort.

## Appel
Charles Blé Goudé déclare à la Première et TV2 : « Si vous êtes en train de manger, arrêtez vous. Si vous dormez, réveillez vous. Tous à l'aéroport, au 43e Bima. L'heure est venue de choisir entre mourir dans la honte ou dans la dignité »,.
À la suite de cet appel, plusieurs actions sont entreprises :
- multiples manifestations à des points stratégiques
- bouclier humain autour de Laurent Gbagbo
- soutien à Laurent Gbagbo. Après cet appel, les partisans du président ivoirien, les jeunes patriotes s’attaquent en représailles aux ressortissants français à Abidjan et plusieurs milliers de Français sont évacués en catastrophe du pays.